# Giotto Morandi
Giotto Giuseppe Morandi (* 4. März 1999 in Locarno) ist ein Schweizer Fussballspieler.

## Karriere

### Verein
Morandi begann seine Laufbahn in der Jugend des FC Ascona, bevor er 2012 zur AC Bellinzona wechselte. 2014 schloss er sich der Tessiner Nachwuchsauswahl Team Ticino an. 2016 wechselte er zum Grasshopper Club Zürich, bei dem er zur Saison 2017/18 ins Kader der zweiten Mannschaft befördert wurde. Bis Saisonende kam er zu zwölf Einsätzen in der viertklassigen 1. Liga, wobei er ein Tor erzielte. In der folgenden Spielzeit absolvierte er neun Ligapartien für die Reserve der Grasshoppers, in denen er dreimal traf. Zudem gab er am 3. Februar 2019, dem 19. Spieltag, bei der 0:4-Niederlage gegen den FC Basel sein Debüt für die erste Mannschaft in der erstklassigen Super League. Ende März 2019 wurde er an den FC Schaffhausen in die zweitklassige Challenge League ausgeliehen. Bis Saisonende bestritt er fünf Spiele für Schaffhausen in der zweithöchsten Schweizer Spielklasse. Im Sommer 2019 kehrte er zu den Grasshoppers zurück. Nach zwei weiteren Einsätzen für die Reserve in der 1. Liga kam er regelmässig in der Profimannschaft zum Einsatz, die inzwischen in die Challenge League abgestiegen war. Bis Saisonende spielte der Mittelfeldspieler 31-mal in der zweiten Schweizer Liga und schoss dabei fünf Tore. 2020/21 bestritt er 13 Partien in der Challenge League, in denen er zweimal traf, bevor er ab Mitte Dezember 2020 wegen eines Kreuzbandrisses ausfiel. Die Grasshoppers stiegen schlussendlich als Tabellenerster in die Super League auf. Auf die Saison 2025/26 wechselte Morandi zum Genfer Traditionsverein Servette FC, bei dem er einen Vertrag bis 2028 unterschrieb.

### Nationalmannschaft
Morandi absolvierte zwischen 2016 und 2017 insgesamt neun Spiele für die Schweizer U-17- und U-18-Nationalauswahlen.